# Női felemáskorlát-gyakorlat a 2005. évi nyári európai ifjúsági olimpiai fesztiválon
A 2005. évi nyári európai ifjúsági olimpiai fesztiválon az torna versenyszámait Lignano Sabbiadoróban rendezték. A női felemáskorlát-gyakorlat selejtezőjét július 5.-én, a döntőjét pedig július 8.-án rendezték.

## Döntő
| H     | Név                  | Nemzet        | Bünt | Össz  | Mj |
| ----- | -------------------- | ------------- | ---- | ----- | -- |
| Arany | Karina Myasnikova    | Oroszország   |      | 9.387 |    |
| Ezüst | Kristýna Pálešová    | Csehország    |      | 9.287 |    |
| Bronz | Vanessa Ferrari      | Olaszország   |      | 9.237 |    |
| 4.    | Anja Brinker         | Németország   |      | 8.962 |    |
| 5.    | Jenny Kohler         | Franciaország |      | 8.787 |    |
| 6.    | Alena Donodina       | Oroszország   |      | 8.737 |    |
| 7.    | Sandra Raluca Izbasa | Románia       |      | 8.487 |    |
| 8.    | Lichelle Julisa Wong | Hollandia     |      | 8.225 |    |
|       |                      |               |      |       |    |
|       | Tanya Valova         | Ukrajna       |      |       | T1 |
|       | Lia Parolari         | Olaszország   |      |       | T2 |
|       | Sabrina Kachroud     | Franciaország |      |       | T3 |